# Luis Heredia Amaya
Luis Heredia Amaya (Sacromonte, Granada; 10 de enero de 1920 - † (Granada); 4 de junio de 1985), fue un escultor español, de etnia gitana.

## Biografía
Luis Heredia, nació y creció en Sacromonte (Granada), en el seno de una familia gitana. Su padre era herrero de Fragua, llamado el Catite, que en tiempo del rey Alfonso XIII de España hacía herrajes; y su madre 'La Faraona' era una conocida bailaora del Sacromonte. 
Muy joven ingresó en la Escuela de Artes y Oficios de Granada, obteniendo varios premios y diplomas, en esta institución en la que tuvo de preceptores a escultores como Mariano Benlliure, pero siempre reembarcando su propio estilo y técnica personal en la talla escultórica, con amplio conocimiento en anatomía humana. Este extenso conocimiento del cuerpo humano, hizo que ingresará en la Facultad de Medicina de Granada como profesor de anatomía.
La primera exposición de su obra fue en el año 1948, en el Corral del Carbón, que le seguirían después otras en varias partes del mundo, como en Inglaterra, Alemania, Francia o Estados Unidos. En su periodo por tierras americanas, personajes y actores de la talla de Gregory Peck o Ava Gardner, pidieron que le esculpieran sus figuras. Así como otros personajes anónimos del Sacromonte o tan conocidos como Carmen Amaya, o Manuel Benítez "El Cordobés". Este gran artista conocedor de la anatomía humana que, además, supo representar a la perfección el carácter gitano, murió el día 4 de junio del año 1985.